# Clock Mill

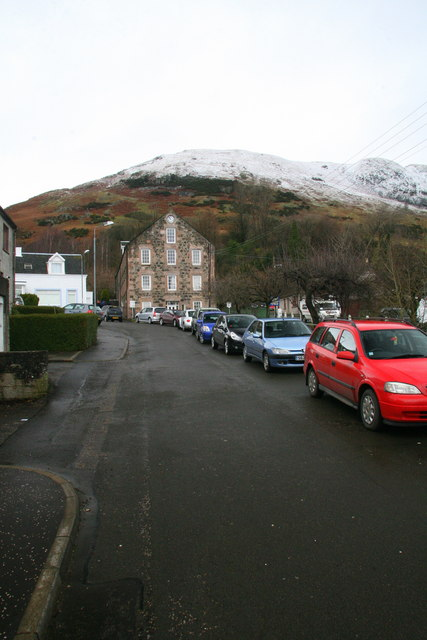
Die Clock Mill, von der Braehead Avenue aus gesehen

Clock Mill ist eine ehemalige Wassermühle in der schottischen Stadt Tillicoultry in der Council Area Clackmannanshire. 1972 wurde das Bauwerk in die schottischen Denkmallisten in der Kategorie B aufgenommen.

## Beschreibung
Die Mühle liegt an der Upper Mill Street im Nordwesten der Stadt. Zwischen Mühle und Straße verläuft der rund zwei Kilometer lange Bach Tillicoultry Burn, der aus nördlicher Richtung kommend durch das Tal Mill Glen führt und südlich von Tillicoultry in den Devon mündet. Direkt nördlich der Mühle kreuzt eine Brücke den Bach.
Die Textilmühle stammt aus dem frühen 19. Jahrhundert. Das dreistöckige Gebäude wurde aus Bruchstein in den Hang gebaut, wobei die Fenster mit farblich abgesetzten Faschen versehen sind. Traufseitig sind die Fenster in allen drei Stockwerken auf neun vertikalen Achsen angeordnet. Die südliche Giebelfläche kreuzen drei weitere Achsen. Dort befindet sich auch der Haupteingang. In die Giebelfläche ist eine Uhr eingelassen. Das längliche Gebäude schließt mit einem schiefergedeckten Satteldach, in welchem zahlreiche Dachfenster verbaut sind. Zum Antrieb der Maschinerie diente ein unterschlächtiges Wasserrad im Tillicoultry Burn, welches zwischenzeitlich entfernt wurde. Im Norden grenzt ein schmalerer und niedrigerer Anbau an. Ungleich dem Hauptgebäude besteht er aus grob behauenem, dunklen Bruchstein. Die Fenster sind traufseitig auf zwei Achsen angeordnet und ebenfalls mit Faschen abgesetzt. Die unterste Fensterreihe, die auf Grund der Hanglage dem Kellergeschoss zuzurechnen ist, ist flussseitig zugemauert. Die Eingangstür befindet sich an der Nordseite und wird von einem Vorbau neueren Datums geschützt. Der Gebäudeteil schließt mit einem schiefergedeckten Walmdach ab.